# Убивця з електродрилем
Вбивця з електродрилем (англ. The Driller Killer) — американський фільм жахів режисера Абеля Феррари.

## Сюжет
Художник Рено живе зі своєю подругою Керол в багатоквартирному будинку. Хлопець працює над черговою картиною, яку замовив його менеджер. Але робота просувається повільно, а у Рено закінчуються гроші. Закохані животіють, харчуючись дешевою їжею, вживаючи наркотики, напиваючись і постійно сварячись, що ще сильніше погіршує душевну кризу Рено. Але обставини погіршуються, коли в квартиру поверхом вище вселяються учасники рок-групи, вдень і вночі грають музику і заважають Рено працювати. По мірі того, як його відносини з Керол починають давати тріщину, художник, страждає галюцинаціями, купує електричну дриль і в нападах безумства починає нею вбивати людей.

## У ролях
| Актор              | Роль                               |
| ------------------ | ---------------------------------- |
| Абель Феррара      | Рено Міллер                        |
| Керолін Марз       | Керол Слаутер                      |
| Бейбі Дей          | Памела                             |
| Гаррі Шульц        | Дальтон Бріггс                     |
| Алан Вінрот        | Аль орендодавець                   |
| Марія Гелхоскі     | черниця                            |
| Джеймс О'Хара      | людина в церкві                    |
| Річард Говорт      | Стівен, чоловік Керол              |
| Луіс Масколо       | загиблий від ножа                  |
| Томмі Сантора      | зловмисник                         |
| Ріта Гудінг        | телевізійний ролик                 |
| Чак Сааф           | телевізійний ролик                 |
| Гарі Коен          | голос за кадром                    |
| Джанет Дейлі       | дівчина на прослуховуванні         |
| Джойс Фінні        | дівчина на прослуховуванні         |
| Батч Морріс        | тротуарний багер                   |
| Пол Фітце          | хлопець на вулиці                  |
| Джон Фітце         | хлопець на вулиці                  |
| Карл Метнер        | хлопець на вулиці                  |
| Кріс Амато         | хлопець на вулиці                  |
| Річ Бокун          | хлопець на вулиці                  |
| Майкл Каноза       | хлопець на вулиці                  |
| Грег Шірріра       | хлопець на вулиці                  |
| Томас Баеза        | хлопець на вулиці                  |
| Френк Газард       | чоловік на автобусній зупині       |
| Джон Пол Макінтайр | чоловік на автобусній зупині       |
| Джон Союлакіс      | безпритульний у коридорі           |
| Ленні Тейлор       | безпритульний на даху              |
| Пітер Йеллен       | безпритульний на автобусній зупині |
| Стів Кокс          | безпритульний біля Емпайр-Стейт    |
| Стівен Сінгер      | безпритульний на розі вулиці       |
| Тім Константайн    | безпритульний на розі вулиці       |
| Ентоні Піччіано    | безпритульний на тротуарі          |
| Боб ДеФранк        | безпритульний на пожежній драбині  |
| Д. А. Метров       | Тоні гітарист                      |
| Дікі Біттнер       | Річі бас гітарист                  |
| Стів Браун         | Стів барабанщик                    |
| Лорі Й. Тейлор     | подруга Тоні                       |
| Тріксі Слай        | менеджер                           |
| Андреа Чайлдз      | знайома                            |
| Халлі Колетта      | знайома                            |
| Вікторія Кейлер    | знайома                            |
| Клер Мейлер        | знайома                            |
| Паула Ніколс       | знайома                            |